# Kont

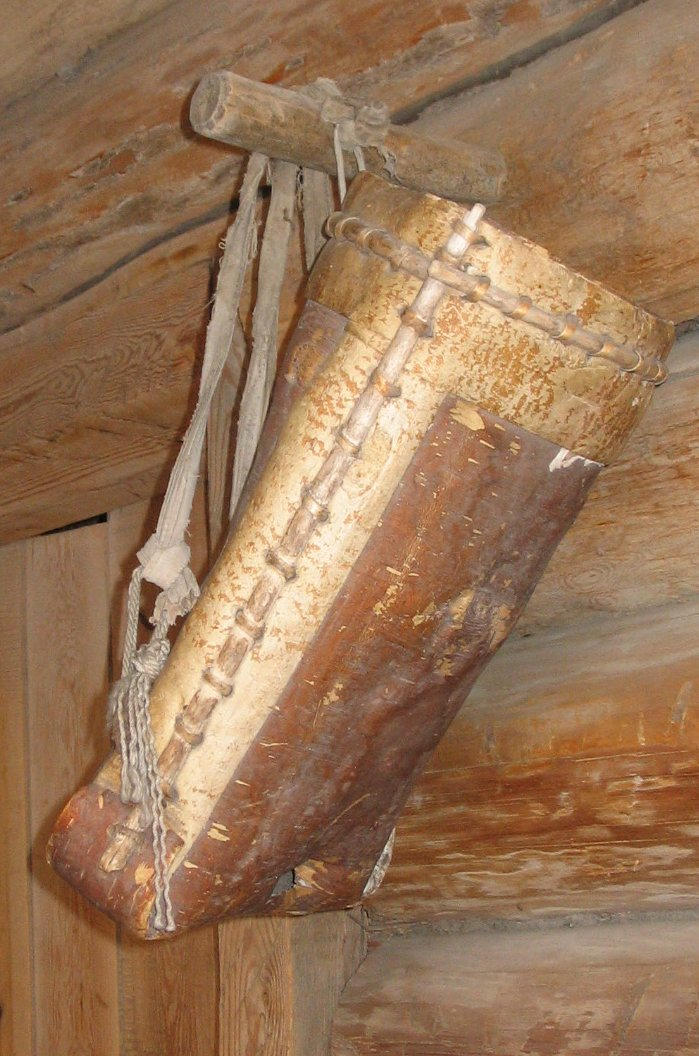
Kont i näver

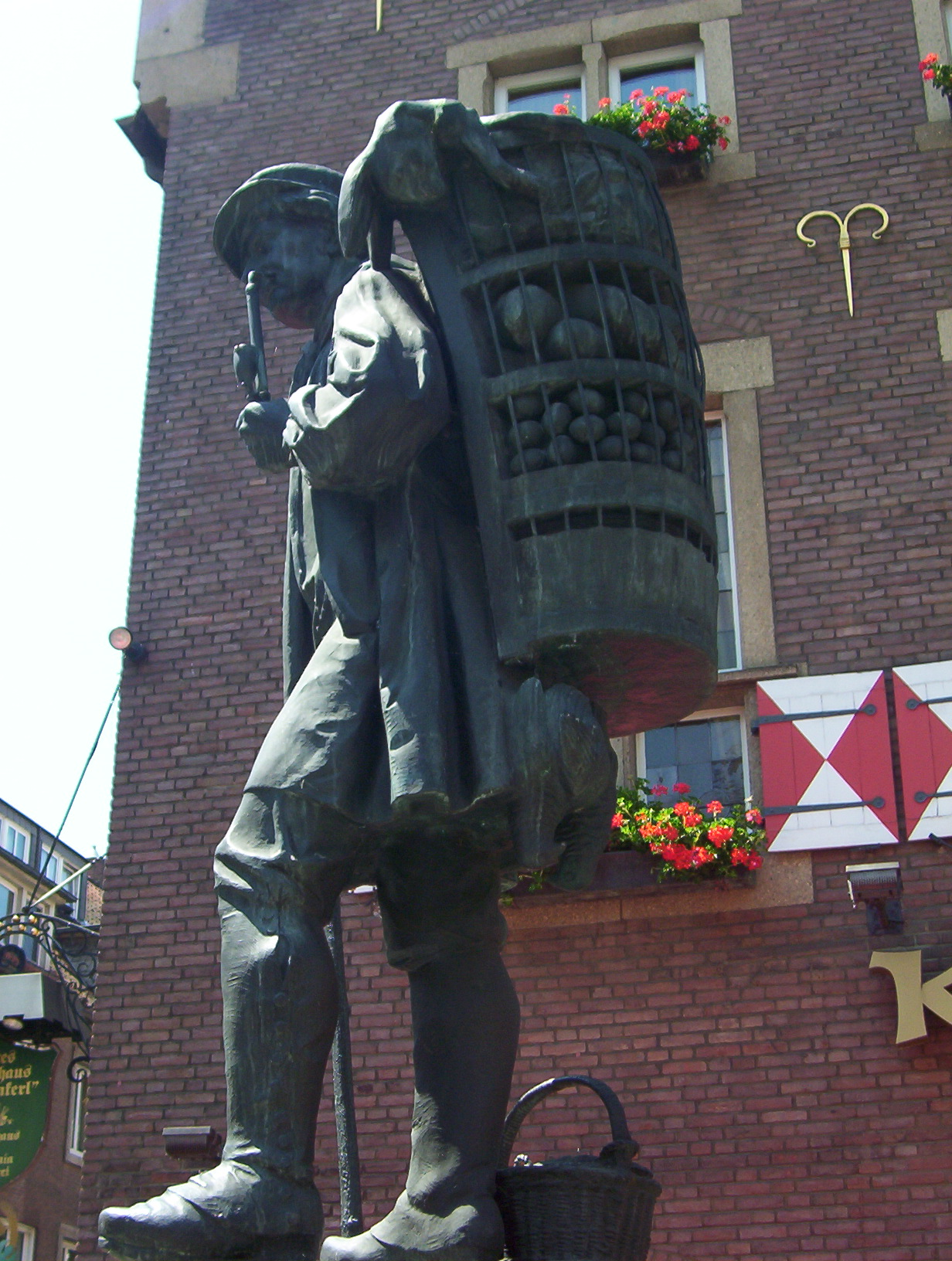
Staty med en man som bär en kont

En kont är ett begrepp, norr om Mälardalen och Vänern, för en gammal typ av korg, försedd med remmar och avsedd att bäras som ryggsäck. Den är oftast rektangulär till formen, ibland med ett lock på övre kortsidan. Materialet är i de flesta fall näver men konten kunde även tillverkas av träspån eller andra korgmaterial. Konten användes vid bär- och svampplockning samt även mer allmänt som enkel ryggsäck.
Ordet "kont" kommer från finskans "kontti" med samma betydelse och är belagt i svenska språket sedan 1704.